# 郑洁
郑洁（1983年7月5日—），出生于四川成都，祖籍浙江宁波，中国女子职业网球运动员。2004年初出茅庐的郑洁在当年的法国网球公开赛进入女子单打十六强，成为第一位进入网球大满贯赛事第四轮的中国选手。2006年在澳洲网球公开赛和温布尔顿网球公开赛中与搭档晏紫合作拿下两项赛事的双打冠军，并进入WTA年终总决赛女子双打四强，刷新中国网球历史，2008年手持外卡参加温布尔顿女子单打比赛的郑洁，一路爆冷，击败了包括时为世界第一伊万诺维奇，首次进入大满贯女子单打四强。北京奥林匹克运动会上协同晏紫夺得女子双打季军。2010年澳洲网球公开赛，与李娜联手再度进入女子单打四强，创造了中国网球辉煌。2015年，已经年过三十的郑洁再度打进澳洲网球公开赛女子双打决赛，以三十二岁的网坛高龄捧得大满贯亚军。在职业生涯中，郑洁拿下了四座WTA女子单打冠军以及十五座WTA女子双打冠军，包括两座大满贯双打冠军及一座大满贯双打亚军。职业生涯中二十九次打入WTA女子双打赛事决赛，两次打入大满贯赛事女单四强，三次打入大满贯女双决赛，单打最高排名十五位，双打最高排名第三位。在中国大陆的网球爱好者及网友中，郑洁还被称为中国的“网球天后”。

## 职业生涯
2000年，鄭潔首度取得WTA單打世界排名。 2003年，世界排名首次達到100名以內。
2004年，郑洁在法国网球公开赛中打进女单16强，成为第一位进入大满贯单打16强的中国选手。
2005年，鄭潔取得首個WTA巡迴賽單打冠軍 - 澳大利亞霍巴特（Hobart）四級賽，決賽直落兩盤以6-2 6-0擊敗阿根廷選手杜爾科（Gisela DULKO）；同時，鄭潔亦是該項比賽的女雙冠軍，決賽和老拍擋晏紫合作奪得冠軍。 在稍後的印度海德拉巴四級賽中，亦與老拍擋晏紫合作，以直落兩盤6-4 6-1擊敗國家隊隊友兼雅典奧運會網球女雙冠軍孫甜甜和李婷奪標。
同年的中華人民共和國第十屆全運會網球比賽中，代表四川省參加比賽，同時奪得女單和女雙冠軍。 在女單決賽中擊敗國家隊隊友兼天津市代表彭帥奪得金牌； 在女雙決賽中，和老拍擋晏紫合作，擊敗天津市代表彭帥和謝顏澤奪標。
2006年的澳大利亞網球公開賽（澳網）中，鄭潔在女單比賽首輪出局，不過在女雙比賽方面，和老拍擋晏紫合作，成功殺入決賽； 在決賽中第一盤落後2-6的劣勢下，連追兩盤7-6(9-7) 6-3，擊敗美國老將雷蒙德（Lisa RAYMOND）和東道主澳大利亞的斯托瑟（Samantha STOSUR），奪得冠軍； 在第二盤賽事中更成功挽救对手的2個賽點。 並成為首個奪得大滿貫成年組賽事冠軍的中国网球选手。
同年的温布尔登網球錦標賽(温布尔登)中，又以盤數2:1擊敗對手奪標。
2008年的溫布尔登網球錦標賽中，持外卡参赛、当时排名第133的鄭潔在女單比賽中成为赛事最大黑马，先在第三輪擊敗头号种子世界排名第一的伊凡諾維琪，又在第四轮击败第十五号种子阿格妮斯·扎维，在四分之一决赛击败第十八号种子妮科莱·瓦伊迪索娃，闯入了半决赛。虽然她在半决赛中以0-2负于两届温网冠军塞雷娜·威廉姆斯而出局，但是仍然成为第一位杀入大满贯单打四强的中国网球选手，以及温布尔登网球锦标赛历史上持外卡参赛的女单最好成绩。在北京2008奥运会网球女双，和老拍擋晏紫合作，获铜牌。
2009年的澳洲網球公開賽, 鄭潔為第二十二號種子。她成功打入十六強, 最後因接球時左手撐地左手手腕跌傷在比數1-4時中途退出。 及後, 她返回中國檢查, 發現有積水的狀況。因此, 她退出聯合會杯賽。5月18日晉升排名15, 為歷來中國選手最高排名。
2010年的澳洲網球公開賽, 鄭潔成功打入四強, 是首個成功打入澳網四強的中國選手。率先創造出中國網球選手在澳網的最好成績。 但是在之後的半決賽中，以0：2完敗于複出的前世界排名第一的比利時選手海寧。同年5月，郑洁作为5号种子，在华沙公开赛上连胜四场晋级决赛（在1/4决赛中击败了世界第三丹麦选手沃兹尼亚奇），在决赛中0-2负于罗马尼亚选手杜赫鲁。成为历史上第一个打入WTA顶级巡回赛（原二级赛以上等级）单打决赛的中国选手。
2011年，由于腕伤尚未痊愈，郑洁退出了2月之前包括澳网之前的全部比赛，导致积分大大扣除，排名骤然下降几十位。2月初，郑洁迎来了伤愈复出后的首战比赛——芭堤娜公开赛，并携手国家队小花孙胜男打进决赛，最终获得女子双打亚军。在赛季个人最后一项WTA巡回赛日本大阪赛中，郑洁再次闯进巡回赛四强并依靠本站比赛的良好发挥，郑洁单打排名跻身前50位。在2011年最后的比赛台北“海硕杯”中双打比赛中，郑洁和老搭档詹咏然时隔半年再次携手，力克普利斯科娃姐妹等众多好手，获得冠军。
2012年，郑洁在2012赛季的首项WTA巡回赛——奥克兰ASB精英赛上逆转拿下女单冠军，获得了个人职业生涯单打第4冠。郑洁在红土赛季首次搭档波兰姑娘罗索尔斯卡，被列为赛会3号种子一路杀进决赛，不过在决赛中她们以3-6/2-6完败于米尔扎/马泰克，获得亚军；6月，郑洁在伯明翰站连胜6场后进入四强；8月，郑洁第三次参加奥运会，女单遗憾地止步首轮，与彭帅搭档经过鏖战获得女双第五名。[6] 8月末的辛辛那提大师赛，双打首次搭档斯洛文尼亚老将斯莱伯尼克一路杀入决赛，决赛两盘不敌捷克组合赫拉德卡/赫拉瓦科娃屈居亚军。[7] 在随后的纽黑文赛中，单打第二轮郑洁连丢10局4-6/0-6不敌捷克名将萨法诺娃，无缘8强。双打郑洁组合不敌头号种子遗憾止步半决赛。10月，郑洁参加大阪赛，单双打都作为二号种子出战，女单第二轮中郑洁以3-6/4-6不敌帕门蒂尔意外出局，女双搭档加里奎斯打进四强。
2013年，郑洁依然从奥克兰开启自己的新赛季，作为卫冕冠军，却在首轮就负于美国选手汉普顿，爆冷出局。随后，郑洁出战悉尼赛，首轮便碰上强敌斯托瑟，郑洁与斯托瑟大战三盘最终以6-3/6-7(7)/6-4取胜，取得了自己对TOP10的第10场胜利。在紧接着的澳网赛场上，第二轮再度碰上斯托瑟（赛会九号种子），在决胜盘2-5落后的情况下，郑洁果断调整战略，连拿五局，以6-4/1-6/7-5取胜，上演惊天逆转。在法网双打赛场上，郑洁携手小花张帅出战，打进16强，最终不敌捷克组合赫拉德卡/赫拉瓦科娃。8月，郑洁出战双打纽黑文赛比赛，搭档印度选手米尔扎夺得了两人配对以来的首个女双冠军，这也是郑洁的第15个WTA女双冠军。同月，郑洁在美网双线出击，单打战胜了美国名将大威廉姆斯，最终止步第三轮。郑洁与米尔扎搭档双打一路闯关，最终止步四强。
2014年，赛季首站参加深圳赛，错失抢七败给斯特里科娃，止步第二轮。霍巴特莫里拉国际赛，首轮上演金花德比，最终不敌张帅遗憾止步。[10] 澳网单打力克文奇、凯斯背靠背打入第三轮，最终受困高温不敌本土作战的德拉奎尔；混双力克头号种子打入四强。 随即转战红土赛，在马德里公开赛上首轮以2:0战胜一位哥伦比亚选手之后，次轮的中国德比战中却遗憾负于另一位中国金花李娜遗憾止步第二轮。 7月初，四川体育局正式任命郑洁为四川省网球运动管理中心副主任，分管分量最重的训练、竞赛工作。
2015年1月，郑洁与詹咏然搭档，时隔9年再一次进入澳网女子双打决赛，但终不敌马泰克/萨法洛娃，以三十二岁的年龄再度拿下大满贯亚军。

## 實力分析
鄭潔，是一名基本功十分紮實的底線防守型球手。更是一名反手好手，尤其是反手底线平擊，以借力打力的手法進攻，虽然力量不大，但時常可以回到一些出其不意的落点，使对手陷于被动，甚至直接致勝得分。
郑洁的击球技法多以平击为主，这可以帮助她换取更快的球速、更低的弹跳及更重的球质。这也决定了球速最快的草地球场将会是最适合她的赛场。
鄭潔的相持及防守能力也是十分為人稱道，尤其是在对手进攻的时候，她的顽强防守、快速移動以及不放弃任何一分的强大意志，往往可以帮助她取得优势。
此外，郑洁的接发也十分有特点。预判很准，站位很前，击球很早，回球路线和落点往往出乎对手意料。抢攻对手的二发是她的拿手好戏，经常会打出一些漂亮的Return Ace球。
尽管身高并不突出，但是其灵活的步法和健康的比賽心態都可以弥补身高上的劣势。扎实的底线和優秀的网前实力不僅使她在單打賽場嶄露頭角，也使她成为了一名双打好手。
同时，郑洁的弱点也很明显——发球。鄭潔的一發進球率不高，在速度、角度和力量上都平平無奇。所以她的二發往往會成为对手搶攻的对象。其次，郑洁借力打力的手法，使她在遇到和自己类似的力量不大的对手时，往往会因为借不到力而发挥不佳。并且郑洁的身高也使她难以处理高弹跳的上旋球。
不过，郑洁对于自己有清晰的认识，对于比赛有较好的阅读能力，球商很高，这也使她在赛场往往可以做到随机应变，甚至上演绝地逆转的戏码。

## WTA巡迴賽
冠軍
- 單打 (4)

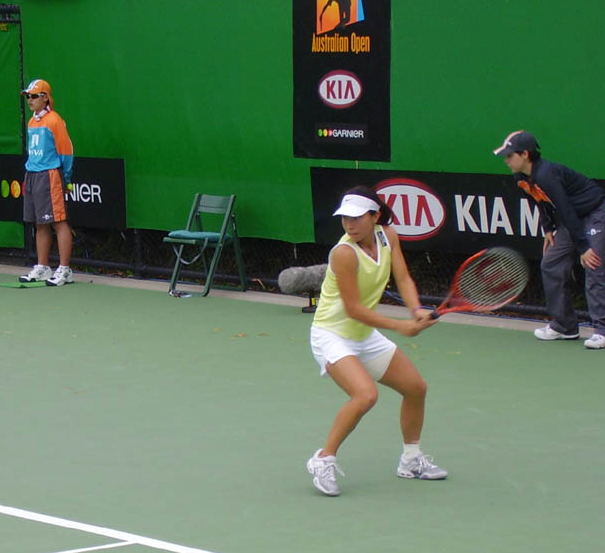
2005

  - 2005年 (1) 澳洲 霍巴特四級賽
  - 2006年 (2) 葡萄牙 埃斯托利爾四級賽、斯德哥爾摩(北歐之光公開賽)
  - 2012年 (1) 紐西蘭 奥克兰ASB精英赛

亞軍
- 單打 (3)
  - 2005年 (1) 摩洛哥公开賽(拉巴特)
  - 2010年 (1) 華沙公開賽
  - 2014年 (1) 荷兰Topshelf公开赛

冠軍
- 雙打 (15)
  - 2005年 (2) 澳洲霍巴特四級賽、印度海德拉巴四級賽
  - 2006年 (6) 澳網、柏林一級賽、摩洛哥拉巴特四級賽、荷蘭斯海爾托亨博斯三級賽、温布尔登、紐黑文
  - 2007年 (2) 查爾斯頓一級賽、史特拉斯堡三級賽
  - 2008年 (1) 悉尼國際二級賽
  - 2010年 (2) 南加州圣迭戈公开、马来西亚公开赛
  - 2011年 (1) 罗马公开赛
  - 2013年 (1) 纽黑文公开赛

亞軍
- 雙打 (15)
  - 2003年 (1) 维也纳公开赛
  - 2005年 (2) 巴厘島國際賽、中國公開賽
  - 2006年 (2) 芭堤雅公开赛、斯德哥爾摩公開賽
  - 2008年 (3) 黄金海岸國際賽、迪拜公開賽、印第安维尔斯公开赛
  - 2009年 (1) 華沙公開賽
  - 2010年 (1) 斯坦福
  - 2011年 (1) 芭堤雅公开赛
  - 2012年 (2) 辛辛那提大师赛、布鲁塞尔公开赛
  - 2015年 (2) 澳網、伊斯特本公开赛

## 國內比賽冠軍
- 單打 (1)
  - 十運會 (2005年)

- 雙打 (1)
  - 十運會 (2005年)

## 亞運會冠軍
- 單打 (1)
  - 多哈亞運會 (2006年)

- 雙打 (1)
  - 多哈亞運會 (2006年)

## 參看
- 2006年澳大利亚网球公开赛
- 2006年温布尔登网球锦标赛

## 外部連結
- 郑洁的国际女子网球协会官方資料（英文）
- 郑洁的國際網球總會 職業／青少年 官方資料（英文）
- 郑洁的新浪微博
- 澳網官方網頁報導中國球員首奪大滿貫錦標 (中文版)
- Zheng Jie's Wimbledon cash boost for Sichuan Province earthquake
- Groundbreaking Chinese set to donate prize money
- Zheng Jie promises to donate prize money to China earthquake victims[永久]